# Мшинское сельское поселение
Мши́нское се́льское поселе́ние — муниципальное образование в составе Лужского муниципального района Ленинградской области России. Административный центр — посёлок Мшинская.

## География
Поселение расположено в северной части района.
Граничит:
- на севере и северо-востоке — с Гатчинским муниципальным округом
- на юго-востоке — с Ям-Тёсовским сельским поселением
- на юге и юго-западе — с Толмачёвским городским поселением
- на западе — с Волосовским районом

По территории поселения проходят автодороги:
- Р23 «Псков» (E 95, Санкт-Петербург — граница с Белоруссией)
- 41К-250 (Большая Ящера — Кузнецово)
- 41К-251 (подъезд к ж. д. платформе Низовская)
- 41К-678 (Красный Маяк — выход на автодорогу «Псков»)
- 41К-703 (Пехенец — Малая Ящера)

Расстояние от административного центра поселения до районного центра — 37 км.

## История
10 июля 1959 года центр Пехенецкого сельсовета Гатчинского района был переведён в посёлок при станции Мшинская, а сельсовет переименован в Мшинский, к сельсовету был присоединён упразднённый Сорочкинский сельсовет.
13 мая 1963 года Мшинский сельсовет был передан в состав Лужского района.
18 января 1994 года постановлением главы администрации Ленинградской области № 10 «Об изменениях административно-территориального устройства районов Ленинградской области» Мшинский сельсовет, также как и все другие сельсоветы области, преобразован в Мшинскую волость.
С 1 января 2006 года в соответствии с областным законом № 65-оз от 28 сентября 2004 года «Об установлении границ и наделении соответствующим статусом муниципального образования Лужский муниципальный район и муниципальных образований в его составе» было образовано Мшинское сельское поселение, в состав которого вошла территория бывшей Мшинской волости.

## Население
| 2006  | 2010  | 2011  | 2012  | 2013  | 2014  | 2015  |
| ----- | ----- | ----- | ----- | ----- | ----- | ----- |
| 3300  | ↗3443 | ↘3429 | ↗3487 | ↗3543 | ↘3466 | ↗3512 |
| 2016  | 2017  | 2018  | 2019  | 2020  | 2021  | 2023  |
| ↘3499 | ↘3473 | ↘3431 | ↘3379 | ↘3361 | ↗3730 | ↗3737 |
| 2024  | 2025  |       |       |       |       |       |
| ↗3755 | ↘3750 |       |       |       |       |       |

## Состав сельского поселения
| №  | Населённый пункт | Тип населённого пункта          | Население    |
| -- | ---------------- | ------------------------------- | ------------ |
| 1  | Беково           | деревня                         | ↗1 (2017)    |
| 2  | Большая Дивенка  | деревня                         | ↘102 (2017)  |
| 3  | Большая Ящера    | деревня                         | ↘68 (2017)   |
| 4  | Владычкино       | деревня                         | ↘17 (2017)   |
| 5  | Кемск            | деревня                         | ↗4 (2017)    |
| 6  | Красный Маяк     | посёлок                         | ↘814 (2017)  |
| 7  | Кузнецово        | деревня                         | ↘14 (2017)   |
| 8  | Луги             | деревня                         | →0 (2017)    |
| 9  | Лужки            | деревня                         | ↘3 (2017)    |
| 10 | Малая Ящера      | деревня                         | ↘25 (2017)   |
| 11 | Мшинская         | посёлок, административный центр | ↗1170 (2017) |
| 12 | Низовка          | деревня                         | ↗4 (2017)    |
| 13 | Низовская        | деревня                         | ↘337 (2017)  |
| 14 | Парушино         | деревня                         | →4 (2017)    |
| 15 | Пехенец          | деревня                         | ↘684 (2017)  |
| 16 | Покровка         | деревня                         | ↗22 (2017)   |
| 17 | Селище           | деревня                         | ↘1 (2017)    |
| 18 | Сорочкино        | деревня                         | ↗69 (2017)   |
| 19 | Тозырево         | деревня                         | ↘10 (2017)   |
| 20 | Чернецово        | деревня                         | →0 (2017)    |

28 декабря 2004 года в связи с отсутствием жителей областным законом № 120-оз была упразднена деревня Липово.